# Station Marseille-en-Beauvaisis
Station Marseille-en-Beauvaisis is een spoorwegstation in de Franse gemeente Marseille-en-Beauvaisis.